# MaCoMP V1
MaCoMP_V1 è una stella variabile semi-regolare di tipo Gigante rossa visibile nella costellazione di Cefeo a circa 20' (primi) a ovest della Nebulosa Wizard (NGC 7380). Non è visibile ad occhio nudo, ma attraverso telescopi amatoriali è possibile scorgerla con il suo inconfondibile colore rossastro.

## Scoperta

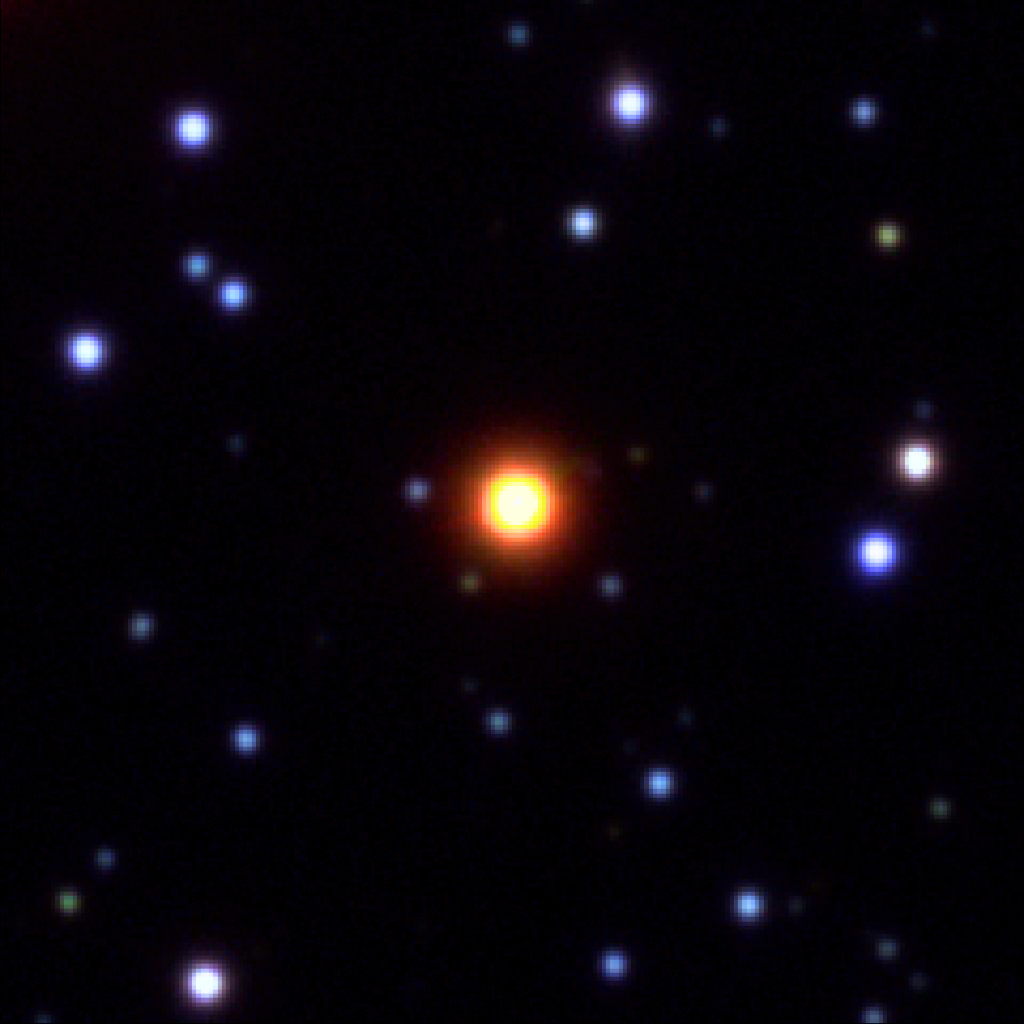
La gigante rossa MaCoMP_V1 vista dai telescopi PanSTARRS

La scoperta della variazione di luminosità di questa gigante rossa, è frutto di uno studio cominciato nel 2019, rafforzato grazie al confronto ottenuto con le osservazioni di All-Sky Automated Survey della Ohio State University e con le osservazioni del Palomar Observatory in California, che ne hanno confermato la veridicità.
La scoperta è stata approvata e certificata dall'American Association of Variable Star Observers (AAVSO).
Lo studio pubblicato su Open European Journal on Variable Stars (OEJV) affronta un'analisi sulle principali caratteristiche definendo MaCoMP_V1 una gigante rossa di dimensioni pari a 40 volte il nostro Sole e distante da noi quasi 23 mila anni luce. Si analizza l'evoluzione di questa stella variabile, giungendo alla conclusione che la variazione di luminosità osservata dai telescopi è data dal fatto che essa, avendo terminato la combustione dell'idrogeno, ha variato le sue dimensioni superficiali e quindi l'intensità di luce emessa nello spazio.
Si è infine visto che il nucleo, pur avendo terminato l'idrogeno, rimane ancora stabile.

## Evoluzione

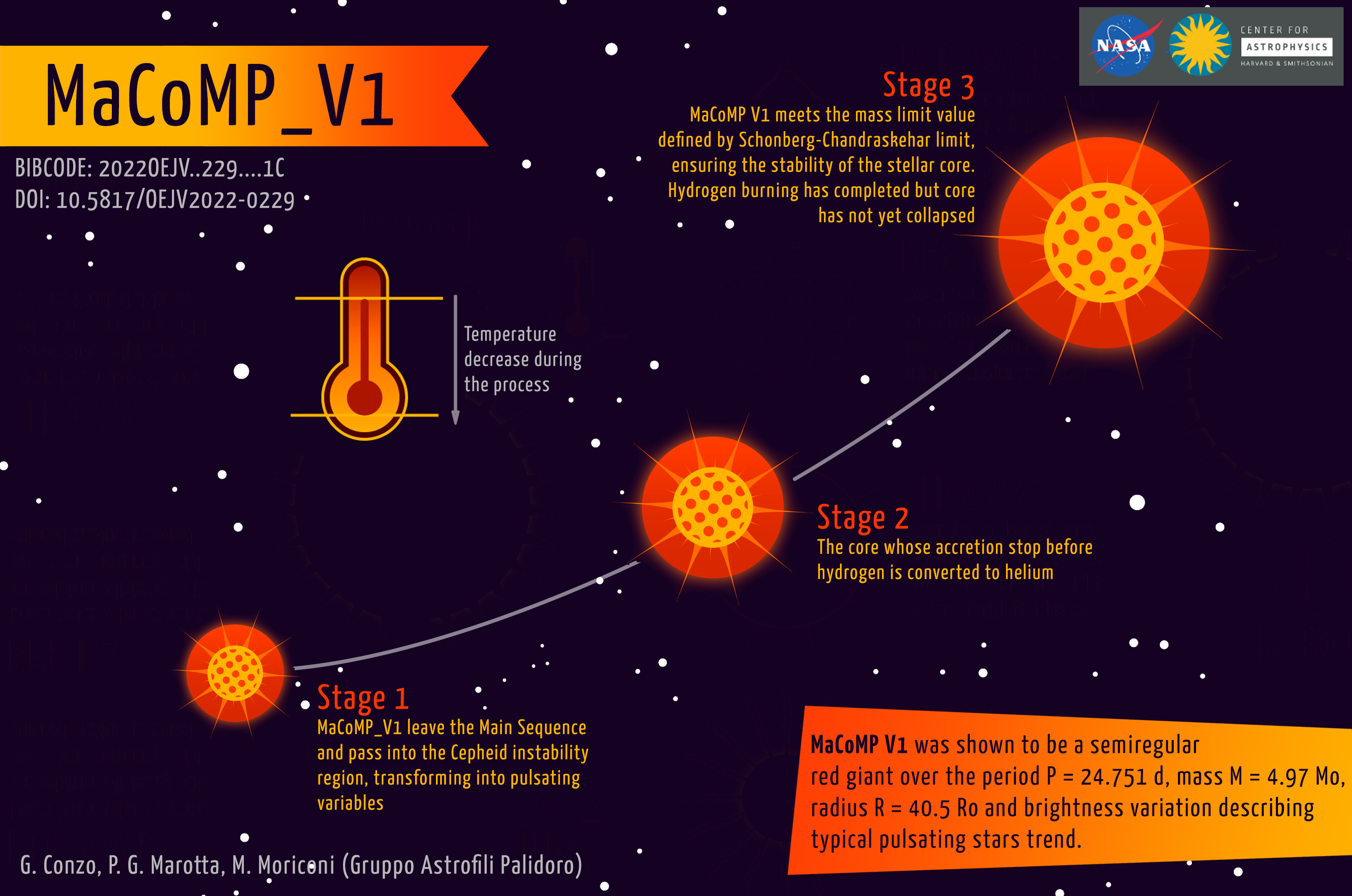
Evoluzione stellare della gigante rossa MaCoMP_V1 con riferimento alla variazione di estensione della superficie e della temperatura.

È stato calcolato che MaCoMP V1 soddisfa il valore limite di massa stabilito dal limite di Chandrasekhar, garantendo la stabilità del nucleo stellare. Essendo una gigante rossa, è molto luminosa e secondo l'evoluzione stellare, ha esaurito l'idrogeno ma non è ancora collassata. Non ha ancora innescato reazioni nucleari all'interno del nucleo e la combustione dell'elio è iniziata.
Secondo lo schema di figura si possono descrivere 3 passi:

### Passo 1
MaCoMP_V1 lascia la sequenza principale diventando instabile e caratterizzandosi con un'instabilità di tipo Cefeide. Si trasforma così in una variabile pulsante contraendo ed espandendo le parti superficiali, variando così la sua luminosità. Questa variazione di magnitudine può essere osservata da terra attraverso telescopi con l'utilizzo della fotometria.

### Passo 2
La stella non riuscirà più a contrastare la forza di gravità con conseguente aumento della temperatura che, riscaldando le regioni intorno al nucleo, farà espandere il nucleo. Nel caso di MaCoMP_V1 l'accrescimento si ferma prima che tutto l'idrogeno sia convertito in elio.

### Passo 3
Si raggiunge il valore di massa limite che garantisce la stabilità del nucleo stellare. La combustione dell'idrogeno termina, ma il nucleo non collassa. Questa particolarità rende MaCoMP_V1 molto interessante, in quanto la sua evoluzione apre nuovi orizzonti nella comprensione dei meccanismi stellari.